# Большовская
Большо́вская — станица в Волгодонском районе Ростовской области.
Входит в состав Рябичевского сельского поселения.

## История
В составе Области Войска Донского хутор имел наименование Большой. Входил в Мариинский юрт станицы Мариинской. На хуторе имелась Покровская церковь.

## Население
| 1989 | 2002    | 2010  |
| ---- | ------- | ----- |
| 1009 | ↗12 003 | ↘1158 |

## Улицы
| - ул. Закруткина - ул. Мира - ул. Тюхова | - ул. Школьная - ул. Шолохова - ул. Ясина |